# 522
Cette page concerne l'année 522  du calendrier julien. Pour l'année 522 av. J.-C., voir 522 av. J.-C. Pour le nombre 522, voir 522 (nombre).
L'année 522 est une année commune qui commence un samedi.

## Événements
- Juin[1], Yémen : Yusuf Asar Yathar (Dhû Nuwâs) prend le pouvoir en Himyar au détriment du chrétien Madîkarib Yafur, soutenu par le roi d'Aksoum Kaleb (fin de règne en 520 ou en 525)[2]. Il affiche clairement son judaïsme et persécute les chrétiens. Il fait massacrer la garnison éthiopienne de Zafar, la capitale.

- Tzath, roi des Lazes à la mort de son père Damnazès, reçoit à Constantinople le baptême, les insignes royaux et une épouse patricienne. La Colchide échappe à la Perse, et le sassanide Kavadh menace de reprendre la guerre contre l'empire d'Orient, mais Justin réussit, en dénonçant le double engagement du roi des Huns Ziligdès, à désamorcer la crise[3]. Kavadh demande alors à l'empereur d'adopter son fils Khosro Ier pour sceller la paix, mais d'abord favorable, Justin refuse après l'intervention du questeur Proclus[4].
- Les Ostrogoths s'emparent d'Aoste[5].
- Arrivée au Japon par la Corée du bouddhiste chinois Shiba Tachito. Sa présence provoque l'arrivée de nombreux artisans et artistes coréens dans l’actuelle région d’Osaka et de Nara (Yamato)[6].
- En Grèce, le sanctuaire de Zeus à Olympie est endommagé par un tremblement de terre[7].

## Naissances en 522
Pas de naissance connue.

## Décès en 522
- Damnazès, roi de Lazique.
- Denis, évêque de Tours.
- Eutharic, prince ostrogothique.